# Postřižiny

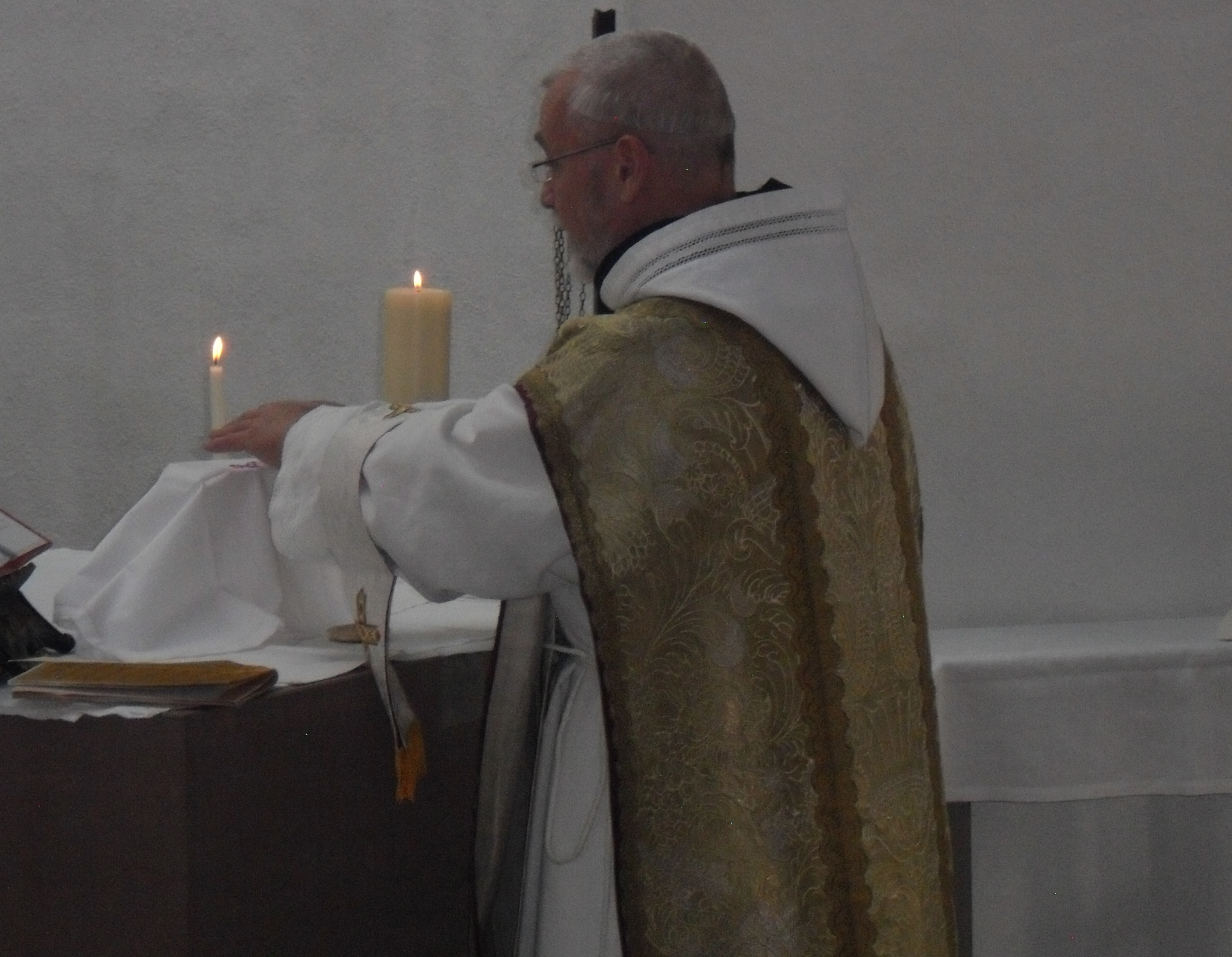
Cisterciácký mnich s tonzurou při mši

Postřižiny (v pravoslaví postřižení, latinsky tonzura, starším pravopisem tonsura) je rituální (obřadné) ustřižení vlasů se symbolickým a často iniciačním významem.
Tento obřad lze v mnoha formách nalézt u mnoha kultur nejen v Evropě (Slované, Římané), ale i u kultur asijských (např. Číňané). U křesťanského duchovenstva tonzura spočívá v jejich částečném nebo úplném ostříhání a má symbolizovat, že se duchovní odevzdává do služby Bohu.
O vzniku a původu tohoto rituálu existuje několik teorií, z nichž nejvýznamnější předpokládají, že se jedná o náhradu lidské oběti – tzn. nebyl obětován celý člověk, ale pouze jeho část. Druhá poměrně významná teorie předpokládá, že bohům byla věnována část člověka, aby jej přijali pod svoji ochranu a jakoby se s ním „seznámili“.
Samotné provedení pak mohlo být pouze ustřižení jednoho či několika pramenů, zastřižení vlasů nebo sestřižení vlasů do nějaké podoby, popř. i vyholení celé lebky. Někdy se jednalo o hlavní prováděný obřad, často však byly postřižiny prováděny jako doplňkový obřad.
U některých národů byl tento zvyk prováděn pouze jednou za život, u jiných se vyskytuje několikrát za život (např. přijetí jména i svatba).

## Tonzura v katolické církvi

### Historie
Vyholená část vlasů na temeni hlavy je typická úprava účesu těch příslušníků církevního kléru, kteří přijali kněžské svěcení. Křesťané zavedli, že si kněží na znamení své duchovní služby nechali na temeni vyholit malé kolečko, které biskup pomazal posvěceným olejem (proto se ve středověku říkalo kněžím „pomazaní“ nebo „vyholení“). Odtud byl odvozen i zvyk pomazat hlavu krále při korunovaci („pomazané hlavy“ ve smyslu vládci). Postřižiny podstupovali novicové a novicky při přijetí do řeholního řádu společně s odložením světského oděvu a obláčkou oděvu řeholního. U žen nebyla vyholena tonzura, pouze zkráceny dlouhé vlasy. Postřižiny mohli na znamení řeholního slibu podstoupit i laičtí bratři. Rituál nebyl spojen s pomazáním, tedy s kněžským svěcením. Z tohoto důvodu jáhen a řeholník tonzuru mít nemuseli, ale často si ji nechali vytvořit dobrovolně. Rituál stříhání vlasů byl ve středověku rozšířený (jedna kadeř na spánku, část vlasů na temeni nebo vyholení celé hlavy). Obvykle se podle tvaru tonzury dalo poznat, k jakému řádu dotyčný patří. Zvláště benediktini si často vyholovali celé temeno hlavy a nechávali z vlasů jen jakýsi věneček.
Protože i duchovní podléhali módním trendům, nastal problém v 17. století, kdy bylo téměř nemožné vyjít do společnosti bez alonžové paruky, kterou zavedl Ludvík XIV. (zlé jazyky tvrdily, že měl málo vlasů). Při církevních obřadech musela být tonzura preláta bezpodmínečně viditelná. A tak se začaly vyrábět paruky s odklápěcí částí na temeni, aby ji kněz mohl při oficiálních úkonech odkrýt.
V křesťanských dějinách si hlavu nechávali původně oholit kajícníci, tento rituál se poté stal součástí vstupu do kláštera, přijetí mnišské hodnosti. V katolické církvi se tento obřad (tonzura) stal součástí jmenování nových duchovních, kdy světící kněz odstřihne novému knězi na každé straně hlavy a uprostřed pramen vlasů, to je symbolické znamení, že se nový kněz vzdal rozkoší života.
Ve východním křesťanství (rusky пострижение – postriženie) tímto způsobem novokřtenci dávali najevo, že budou sloužit Kristu, tento zvyk podle někteeých zdrojů vychází z východořímské říše, kde se tímto způsobem označovali otroci.[zdroj?]
V dnešní době je používána hlavně mnichy a lidmi, kteří tuto praxi chápou jako symbol jejich pohrdání světským životem.

### Zrušení tonzury v katolické církvi
V katolické církvi zrušil povinnost tonzury papež Pavel VI. v motu proprio Ministeria quaedam a Ad pascendum z 15. srpna 1972.
Dnes tonzuru nosí řády a kongregace katolické Tradice – komunity (dříve) spřátelené s FSSPX a samozřejmě komunity sedevakantistů.
Někdy se tonzura objevuje v nových pokoncilních hnutích (řády, kongregace, společnosti apoštolského života atd.).

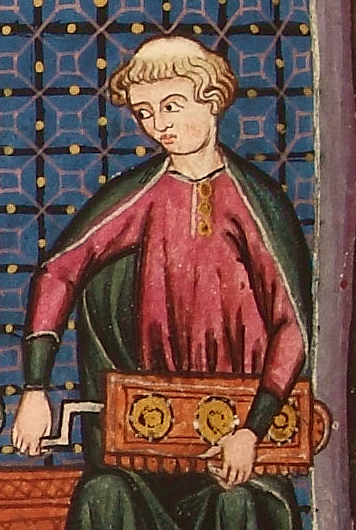
Petrovská tonzura

### Druhy tonzury
Rozlišují se:
- pavlovská tonzura (tonsura Pauli)
  - vlasy jsou úplně ostříhány, v dnešní době je však ustřiženo pouze velmi málo vlasů; používáno pravoslavnou církví (duchovní a mniši).[2]
- petrovská tonzura (tonsura Petri)
  - ponechání věnce vlasů různé šířky, tzv. Petrova koruna neboli corona Petri (vlasy měly symbolizovat trnovou korunu), obvyklá u kněží v západní církvi.[3] Tuto tonzuru měl i Theodor z Tarsu, který působil v Malé Asii. Před vysvěcením na arcibiskupa z Canterbury si musel nechat vlasy dorůst, než mohl být v roce 668 znovu ostříhán a vysvěcen papežem Vitalianem.
- janovská tonzura – oholena jen přední polovina hlavy od ucha k uchu, běžná do 8. století u Keltů ve Velké Británii a Irsku[4]

## Postřižení v pravoslaví
Pravoslavní tonzuru v katolickém slova smyslu nepraktikují. Při postřižení žalmisty a při chirotonii (kněžském svěcení) je prováděno postřižení, kdy světící biskup odstřihne několik málo svěcencových vlasů.

## Postřižení v antických náboženstvích
Podobný zvyk, jako jsou postřižiny, znali už staří Egypťané, Římané a zřejmě i další národy Předního Východu.

## Tonzura v judaismu
V judaismu je zvykem stříhat chlapce poprvé, když dovrší tři roky věku. Dostává kippu a cicit a dle tradice by se měl od této chvíle začít učit základní modlitby, např. Šma, a dodržovat první micvot. Tento obřad se nazývá u Aškenázů v jazyce jidiš upšerin אפשערן, u Sefardů pak chalaka חלאקה.

## Tonzura v buddhismu
V buddhismu je tonzura částí ceremoniálu vysvěcení novice (obřad pravrajyā; česky odejití) nebo mnicha (obřad upasaṃpadā; česky blížící se askezi). Mnich poté musí svůj obličej a hlavu udržovat bez vlasů. V Myanmaru (Barmě) nebo Thajsku musí chlapci, které čeká obřad pravrajyā, strávit pár dnů nebo měsíců v chrámu, kde je rituál tonzury důležitou částí jejich zasvěcení.

## Tonzura v hinduismu
V hinduismu je prováděn obřad cūḍākaraṇa (česky první stříhání vlasů) , při kterém je tonzura jednou z obětí, jež vyznačují přerod z nemluvněte na dítě. Tento obřad obvykle probíhá ve dvou letech. Tento typ tonzura spočívá v ponechání vlasů pouze a temeni hlavy.

## Mimonáboženská tonzura

### U dětí
Postřižiny se nejčastěji konaly buď u velmi malých dětí, nejčastěji při pojmenování, nebo v okamžiku, kdy se dostávali do puberty. Ve středověku byly postřižiny typicky školním rituálem, při němž se stříhaly vlasy malým chlapcům po přijetí do katedrálních škol. Další možností je ještě dosažení sexuální dospělosti (u dívek první menstruace). Někteří badatelé se domnívají, že právě v oslavě dospělosti ženy lze hledat kořeny tohoto zvyku, to by ovšem naznačovalo, že se jedná o jeden z nejstarších zvyků, pocházející až z období matriarchální společnosti.
V Rusku (rusky постриг) se rituál udržel i po přijetí křesťanství, ačkoliv spíše než o obřad se pak jednalo o jakýsi zvyk, aplikovaný v knížecích rodinách, pouze na chlapcích. Tito chlapci zde byli postřihováni mezi 3.–5. rokem a zpravidla se jednalo o první stříhání vlasů. Samotné stříhání pak probíhalo v chrámu za přítomnosti biskupa. Po tomto ostříhání byl takový chlapec zpravidla posazen na koně. Toto posazení na koně se dělo za přítomnosti lidu a jednalo se vlastně o jakési ukázání nového pána lidu a bojarům. Později tento zvyk prošel zajímavou obměnou a ztratil svůj původní význam, neboť se přenesl i mezi neknížecí rodiny a v této podobě bývá chápán jako jakési symbolické předání dítěte (zpravidla chlapce) z mateřské výchovy do výchovy pro život, tj. otci. Zajímavé na tom je, že existuje i teorie, že toto byl jeden z původních významů postřižin.

### U dospělých lidí

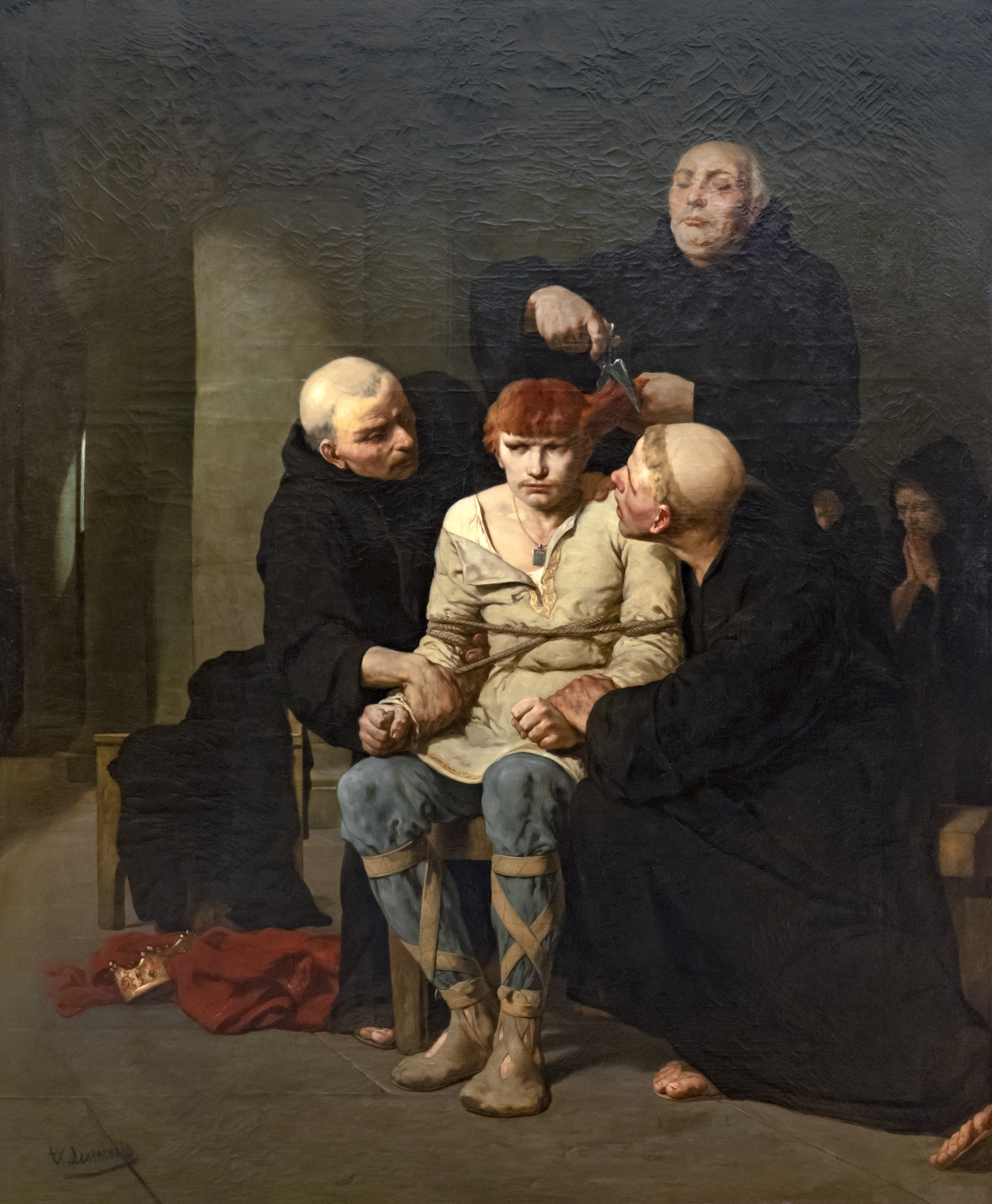
Stříhání vlasů sesazeného franského krále Childericha III.

Jak již bylo zmíněno, někdy byl tento obřad spojován s přijetím dítěte do stavu dospělosti, kdy právě oním ostříháním se stal dospělým jedincem společnosti (v tomto případě se jednalo zpravidla, nikoli však výhradně o chlapce), tento druh postřižin byl rozšířen především v předkřesťanské Skandinávii. U žen se nejednalo o vymezení stavu přechodu do dospělosti, neboť ženou se dívka pravděpodobně stala již začátkem první menstruace, ale pouze o zdůraznění a oslavu její plodnosti, která byla pravděpodobně prováděna při nejbližší příležitosti, od počátku této první menstruace.
Další aplikací, poměrně běžnou u některých Slovanů, tohoto zvyku bylo stříhání vlasů při svatbě, a to jak ženichovi, tak nevěstě. Toto ostříhání jim mělo zajistit šťastné a plodné manželství.

## Odraz v umění
Symbolika tohoto obřadu hraje roli v českém filmu Postřižiny z roku 1980, respektive v literární předloze Bohumila Hrabala.